# تکیه و آرامگاه طاهر و منصور
تکیه و بقعه طاهر و منصور مربوط به دوره قاجار است و در کاشان، محله طاهر و منصور واقع شده و این اثر در تاریخ ۱۱ بهمن ۱۳۵۵ با شمارهٔ ثبت ۱۳۵۶ به‌عنوان یکی از آثار ملی ایران به ثبت رسیده است.